# Vaux-le-Pénil
Vaux-le-Pénil is een gemeente in het Franse departement Seine-et-Marne (regio Île-de-France) en telt 10.688 inwoners (1999). De plaats maakt deel uit van het arrondissement Melun.

## Geografie
De oppervlakte van Vaux-le-Pénil bedraagt 11,6 km², de bevolkingsdichtheid is 921,4 inwoners per km².
De onderstaande kaart toont de ligging van Vaux-le-Pénil met de belangrijkste infrastructuur en aangrenzende gemeenten.

## Demografie
Onderstaande figuur toont het verloop van het inwonertal (bron: INSEE-tellingen).